# Madeleine Béjart
Madeleine (Magdelaine) Béjart (batejada a París, 8 de gener de 1618 - París, 17 de febrer de 1672) va ser una actriu francesa que va mantenir una llarga relació artística i empresarial amb Molière. Curiosament, Molière va morir exactament un any després que Madeleine.

## Biografia
Germana menor de Joseph Béjart, va actuar al Théâtre du Marais i a províncies fins a la dècada del 1630.
L'any 1643 va fundar en companyia de Molière l'« Illustre Théâtre » del qual va ser directora durant un temps, fins que l'empresa va fer fallida. Provinent d'una família apassionada pel teatre i excel·lent actriu, va demostrar un talent empresarial que contribuí a la bona marxa de la companyia, una vegada que aquesta va ser reorganitzada. Tot i que triava amb llibertat els seus papers en les farses i comèdies escrites per Molière, es va orientar a poc a poc vers els papers de serventa, com ara la Dorine del Tartuf, o els de dona intrigant, com ara la Frosine de L'Avar. Això suposava deixar els papers principals a la bella mademoiselle Du Parc o a Armande, la seua germana menor (o filla seua, segons altres fonts), la qual esdevindria muller de Molière.
Un contemporani, Georges de Scudéry, fa d'ella un retrat elogiós: « Era bella, galant, vivaç, cantava bé; ballava bé; tocava tota mena d'instruments; escrivia amb gràcia en vers i en prosa i la seua conversa era força amena. A més, va ser una de les millors actrius del seu segle, i la seua interpretació tenia tant d'encís que vertaderament inspirava totes les intenses passions que hom li veia representar al Teatre ».